# 24-та окрема механізована бригада (Україна)

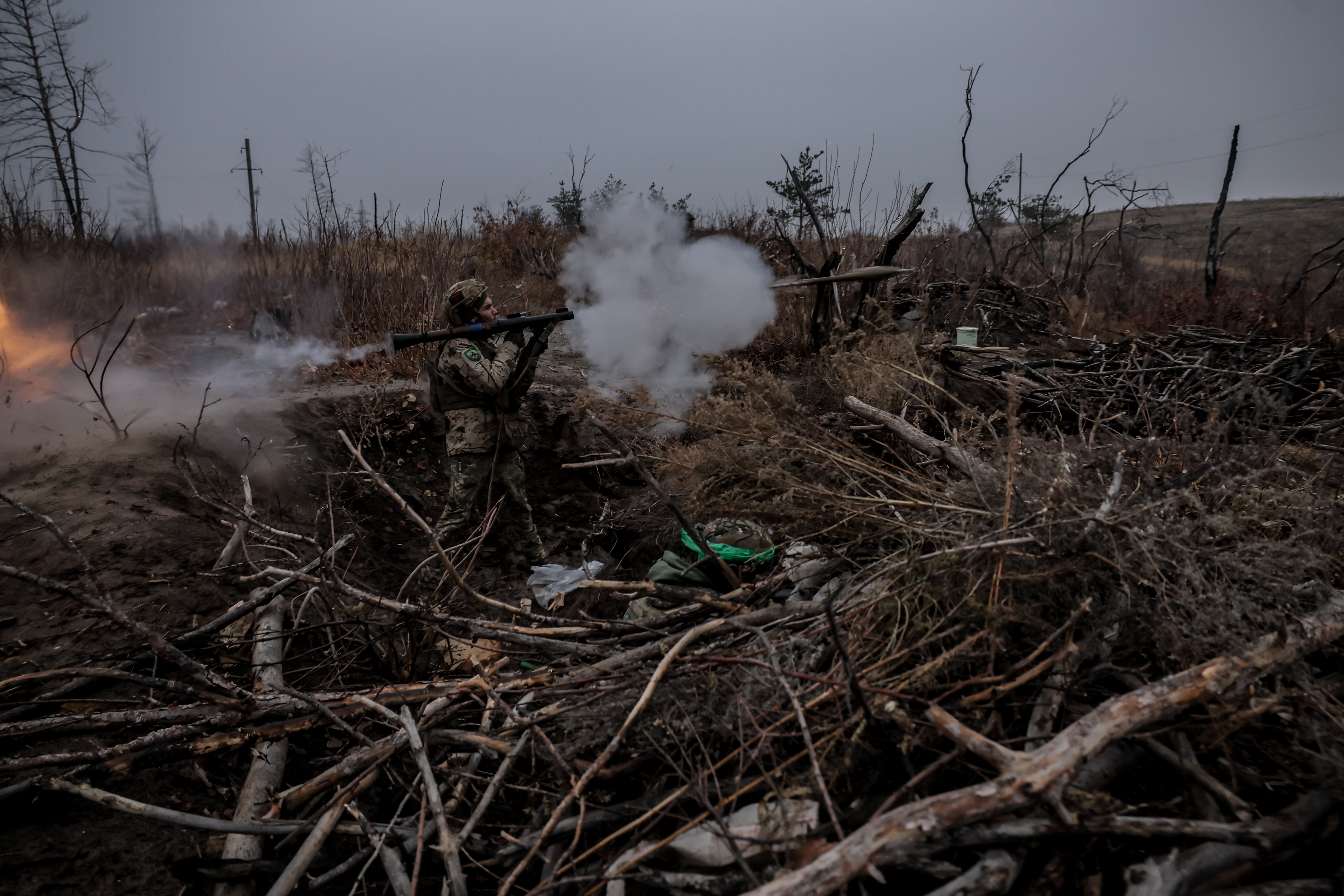
Постріл з РПГ-7. Тренування піхоти 24 ОМБр

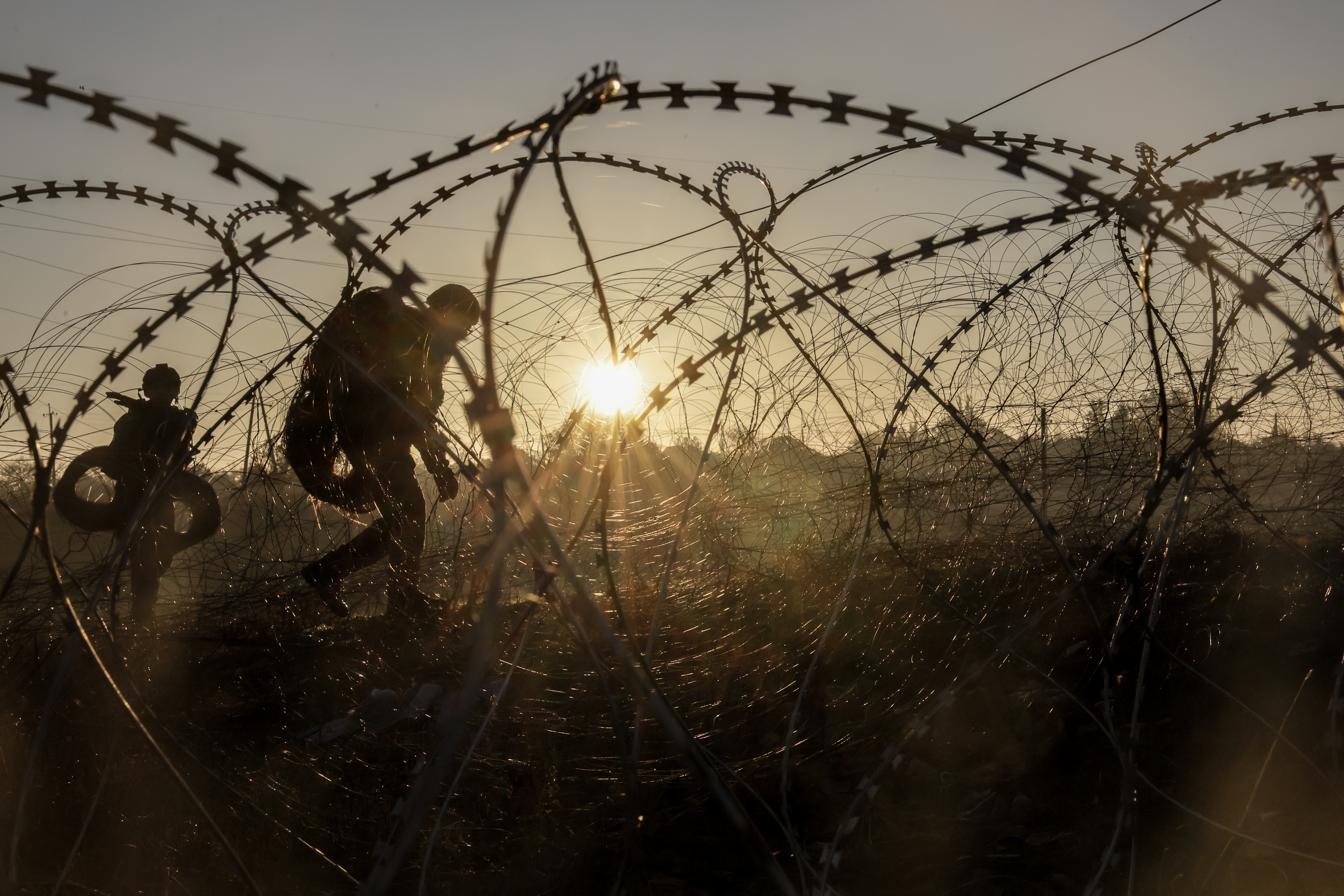
Сапери 24 ОМБр мінують місцевість

24-та окрема механізована бригада імені короля Данила (24 ОМБр, в/ч А0998, пп В4680) — військове з'єднання механізованих військ у складі Сухопутних військ Збройних сил України чисельністю в бригаду. Базується в м. Яворів на Львівщині. Перебуває у складі оперативного командування «Захід».
Від початку російської агресії у 2014 році частини бригади були залучені на багатьох напрямках війни на сході. Влітку 2014 року бійці бригади брали участь у боях за Лиман, Лисичанськ, брали участь в операції із блокування російського кордону в Секторі Д. Блокуючи кордон, 11 липня 2014 року бригада зазнала втрат під час російської ракетної атаки під Зеленопіллям. У Секторі А частини бригади вели бої в Георгіївці і Лутугиному, Новосвітлівці і Хрящуватому, під Луганським аеропортом. Восени 2014 року бригада була залучена у важкі бої в районі 32-го блокпосту.
В ході російського вторгнення в Україну 2022 року бригада обороняла Попасну і Лисичанськ, після ротації бригада брала участь у визволенні правобережжя півдня України.
Бригада має ім'я короля Данила — правителя Королівства Русі, видатного державного діяча і полководця Середньовіччя.

## Історія
Після розпаду Радянського Союзу 24-та мотострілецька дивізія увійшла до складу Збройних сил України. 18 лютого 1992 року військовослужбовці дивізії склали присягу на вірність українському народові.
19 травня 2001 року указом президента України № 268/2001 дивізії було присвоєне почесне найменування «Імені князя Данила Галицького».

### Переформування
1 вересня 2003 року, в рамках оптимізації ЗС України, рішенням Уряду України дивізію було переформовано на бригаду. Військове з'єднання дістало назву 24-та окрема механізована бригада 13-го армійського корпусу і зберегло всі почесні назви дивізії.
У 2004 році 24 ОМБр визнана найкращою бригадою в західному оперативному командуванні, а 2005 року Міністр оборони України Анатолій Гриценко назвав бригаду найкращим підрозділом Сухопутних військ Збройних Сил України.
Бригада брала участь у миротворчих місіях, у командно-штабних навчаннях «Артерія 2007», «Взаємодія 2010», а також у міжнародних навчаннях «Щит миру» в рамках спільної програми України і НАТО — «Партнерство заради миру».

### Російсько-українська війна
Із початком російсько-української війни у 2014 році і вторгненням Росії до Криму на базі 24 ОМБр утворені кілька «важких» батальйонних тактичних груп.
На початку березня 2014 року кістяк бригади на основі 1-го механізованого батальйону відбув на схід України. Спочатку з'єднання передислокували на Чернігівщину, Полтавщину та Сумщину — де очікувався російський удар. У травні підрозділ прибув до зони проведення антитерористичної операції, та був задіяний в районі Слов'янська, Красного Лиману і Краматорська. 2-й механізований батальйон був відправлений на завдання відновлення контролю над кордоном. Під час боїв у районі Слов'янська особовий склад бригади зазнав перших втрат — 19 червня 2014 року, в боях під Ямполем та Закітним Донецької області, загинули сім військовослужбовців бригади, серед яких був командир батальйону Ігор Ляшенко.
Далі було звільнення м. Сіверська, а потім — Луганщина, взяття Лисичанська та рух на м. Луганськ.
2 механізований батальйон бригади був виведений з підпорядкування командування бригади і переданий у розпорядження керівника іншого сектора, прикривав державний кордон на півдні Луганщини. Тут вночі 11 липня 2014 року, біля Зеленопілля за 17 км на південний схід від міста Ровеньки, змішана батальйонна тактична група складена з підрозділів 24 ОМБр та 79 ОАеМБр, в ході висунення на кордон з Ростовською областю (РФ) для посилення Південного армійського угруповання, яке перебувало в цьому районі, потрапила під обстріл реактивної артилерії БМ-21 «Град» з російської території. Загинули понад двадцять військових, десятки поранених. Після обстрілу батальйонна тактична група 24 ОМБр продовжила вести бій в оточенні.
Найзапекліші бої випали на долю 1 і 3 батальйонних тактичних груп бригади в серпні 2014 року в районі міста Лутугине, що на південний захід від Луганська. З початку серпня з боями були зайняті Лутугине, Волнухине, Георгіївка, Новосвітлівка та Хрящувате.
20 серпня 2014 року біля Георгіївки після масованих щоденних артилерійських обстрілів українських позицій регулярні російські підрозділи десантників 76-ї десантно-штурмової псковської дивізії за підтримки танків пішли в атаку. Росіяни були зупинені та змушені тікати. Була практично повністю знищена одна рота російських десантників — з усієї роти чисельністю 80 осіб вижили близько десяти бійців, інші загинули. Це було перше пряме зіткнення з регулярною російською армією.
Восени 2014 року 2-й батальйон бригади вів бої в районі Бахмутської траси: за 32-й блокпост, а згодом — 31-й, 29-й, в районі Кримського і Трьохізбенки. За місяць загинуло щонайменше десятеро бійців.
На початку 2018 року бригада вирушила в зону бойових дій. Тримала позиції в районі населених пунктів Ленінське, Шуми, Зайцеве.
29 серпня 2018 року бригада повернулася на ротацію в ППД із зони бойових дій. Бригада там провела понад сім місяців. За цей час бригада втратила загиблими в боях 5 військовослужбовців. Того ж дня бригада отримала персональну почесну корогву.
У лютому 2019 року бригада вирушила в зону бойових дій. Тримала позиції в районі населених пунктів Мар'їнка, Новомихайлівка, Славне, Тарамчук та Красногорівка. За повідомленнями ЗМІ, бригада звільнила близько кілометра по фронту в напрямку Мар'їнки.
1 жовтня 2019 року бригада повернулася в ППД на ротацію із зони бойових дій. Бригада там провела понад сім місяців. Було залучено, за різними даними, 1500—3000 військовослужбовців. За цей час бригада втратила загиблими в боях 10 бійців, 42 було поранено.

### Російське вторгнення 2022 року
На момент початку повномасштабного вторгнення бригада вже 8 місяців пробула на лінії фронту на Луганщині і мала повертатися на ротацію у пункт постійної дислокації до Львова. Проте бригада мала вступити у бої високої інтенсивності. Бригада 3 місяці тримала оборону Попасної. У квітні 2022 року українські військові відступили з міста, яке росіяни обстрілами перетворили на руїну. У Попасній бригада втратила велику кількість військовослужбовців загиблими, зниклими безвісти і пораненими.
Після Попасної бригада тримала оборону Золотого, Сєвєродонецька та Лисичанська.
Після невеликої відпустки підрозділи бригади були залучені до деокупації Херсонщини.
Восени 2022 року і взимку 2023 року бригада воювала у Соледарі та у Бахмуті.
20 червня 2024 року бригада повідомила, що у зв'язку з важкою ситуацією частина підрозділів була дислокована до Часового Яру, щоб посилити оборонні можливості гарнізону міста.
В серединці липня 2024 року з'явилась інформація, що в бригаді сформовано батальон «Характерники», який складатиметься з громадян, що відбували покарання в місцях позбавлення волі і виявили бажання долучитись до оборони держави.
Напередодні нового 2025 року бригада відбила російський штурм під Часовим Яром, батальйон БпАК знищив 7 одиниць техніки за добу. Президент Зеленський подякував бійцям та відзначив бригаду.

## Структура

### Дивізія: 2000
- штаб
- 181-й танковий полк
- 7-й механізований полк
- 274-й механізований полк
- 310-й механізований полк, А1625 (в/ч 32558), м. Рава-Руська[19]
- 849-й самохідно-артилерійський полк
- 257-й зенітний ракетний полк
- 56-й батальйон зв'язку
- 29-й окремий розвідувальний батальйон
- 30-й батальйон хімічного захисту
- 306-й окремий інженерно саперний батальйон
- 396-й окремий ремонто-відновлювальний батальйон
- 509-й окремий протитанковий дивізіон

### Бригада: 2014
- Управління (штаб бригади)
- 1 механізований батальйон[20]
- 2 механізований батальйон[20]
- 3 механізований батальйон[20]
- 3 окремий мотопіхотний батальйон
- танковий батальйон
- бригадна артилерійська група
  -  батарея управління та артилерійської розвідки[21]
  -  самохідний артилерійський дивізіон
  -  самохідний артилерійський дивізіон
  -  реактивний артилерійський дивізіон
  -  протитанковий артилерійський дивізіон
- рота снайперів
- розвідувальна рота
- вузол зв'язку
- рота радіоелектронної боротьби
- радіолокаційна рота
- група інженерного забезпечення
- рота РХБ захисту
- батальйон матеріально-технічного забезпечення
- ремонтно-відновлювальний батальйон
- медична рота
- комендантський взвод

Влітку 2014 р додатково були сформовані 4-й та 5-й механізовані батальйони, які згодом були переведені до 53-ї та 54 ОМБр.
У листопаді 2014 року бригаді були підпорядковані 3-й омпб та 8-й омпб (нині належить до 10 огшбр).

### 2025
- 1-й механізований батальйон[23]
- 2-й механізований батальйон[23]
- 3-й механізований батальйон[23]
- 1-й стрілецький батальйон[24]
- 2-й стрілецький батальйон[25]
- Мотопіхотний батальйон[26]
- Рота ударних БПЛА[27]
- спеціалізований батальйон «Характерники»[17]
- БУБпАК[23]
- підрозділ БПЛА «M-SQUAD»[28]
- бригадна артилерійська група 
  -  1-й самохідний артилерійський дивізіон[23]
  -  2-й самохідний артилерійський дивізіон[23]
- зенітно-ракетний дивізіон[23]
- танковий батальйон[23]
- ремонтно-відновлюваний батальйон[23]
- медична рота[23]
- батальйон матеріального забезпечення[23]
- рота розвідки[23]
- Інженерний батальйон[29]
- Рота зв’язку[30]
- Снайперський взвод[31]
- Відділення пресслужби бригади[32]
- Група контролю бойового стресу[33]

## Оснащення
- VAB[34], МТ-ЛБ[35], БТР-4[36]
- Т-72АМТ[37], Т-72[38] (можливо йде мова про Т-72АМТ), T-64БМ[39], Leopard 2A4[40]
- Гранатомети Bullspike[41]
- М-80А[42], БМП-1[43], БМП-2[44]
- ЗУ-23-2[45]
- Артилерія:[46] 2С1 «Гвоздика», 2С3 «Акація», М777, БМ-21 «Град»
- Піхотна зброя:[47] NLAW, Стугна-П, Stinger, Piorun

## Командири

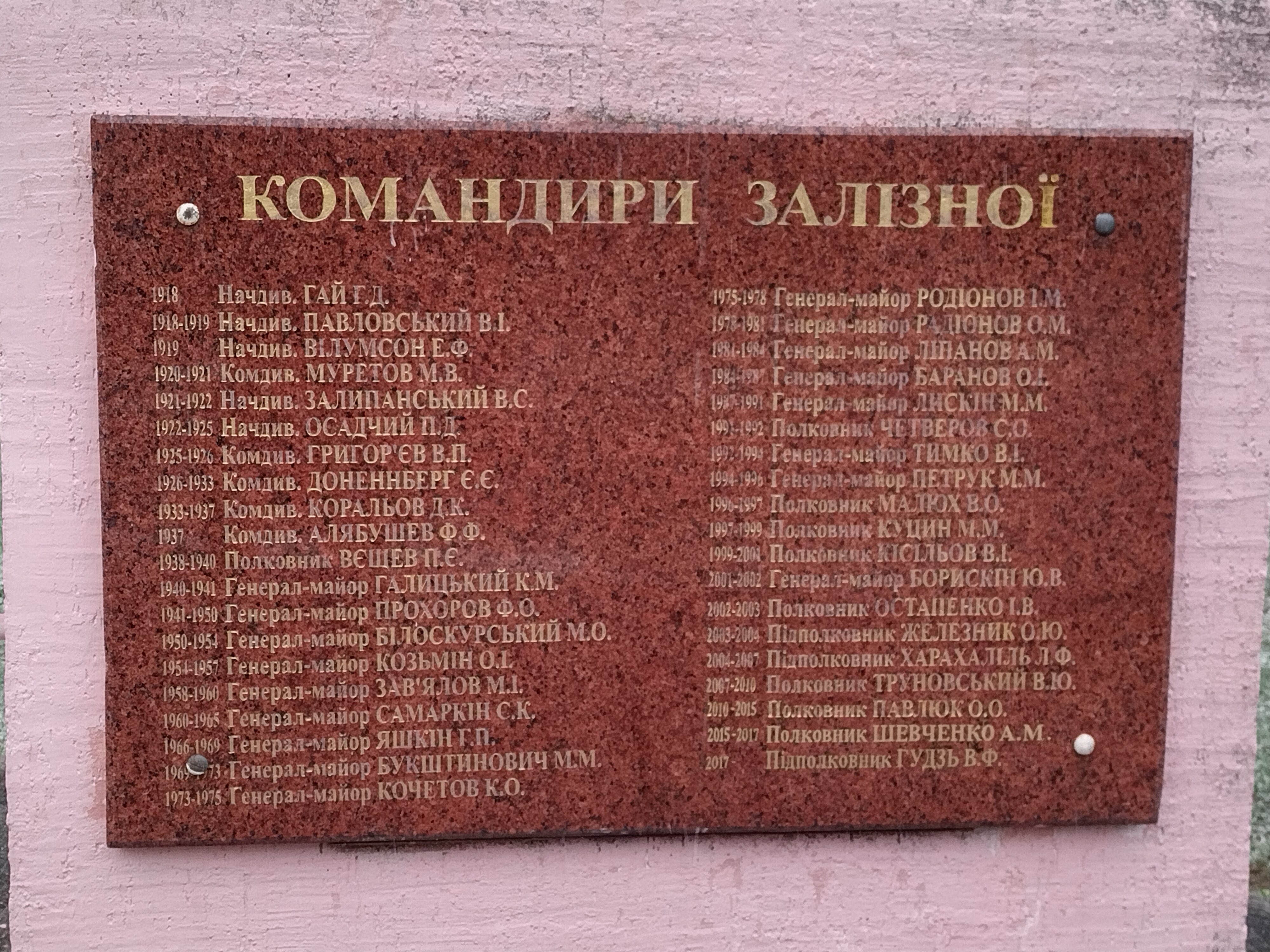
Меморіальна дошка командирів

- (1992—1994) генерал-майор Тимко Валентин Іванович
- (1994—1996) генерал-майор Петрук Микола Миколайович
- (1996—1997) полковник Малюх Василь Олександрович
- (1997—1999) полковник Куцин Михайло Миколайович
- (1999—2001) полковник Кисільов Володимир Іванович
- (.02.2001—.04.2002) генерал-майор Борискін Юрій Валентинович
- (2002—2003) полковник Остапенко Ігор Володимирович[джерело?]
- (2003—2004) підполковник Железник Олексій Юрійович
- (2004—2007) підполковник Харахаліль Лендар Февзійович
- (2007—2010) полковник Труновський Володимир Юрійович
- (2010—2015) полковник Павлюк Олександр Олексійович.[48][49]
- (02.2015—11.2017) полковник Шевченко Анатолій Михайлович[50][51]
- (11.2017—08.2020) полковник Гудзь Валерій Федорович.[51][52][53][54]
- (10.10.2020—03.2022) полковник Поступальський Сергій Леонідович[55]
- (03.2022—09.2022) полковник Мамавко Роман Михайлович[56][57]

- (2022 — 2024) полковник Голішевський Іван Леонідович
- (з 2024) полковник Лісничий Максим Олексійович

## Традиції
19 травня 2001 року Указом Президента України № 268/2001 дивізії було присвоєне почесне найменування «Імені князя Данила Галицького». Повне найменування станом на 2001 рік — 24 механізована Самаро-Ульянівська, Бердичівська, ордена Жовтневої Революції, Тричі Червонопрапорна, орденів Суворова і Богдана Хмельницького Залізна дивізія імені князя Данила Галицького.
З початком російсько-української війни 2014 року в українському суспільстві сформувалася думка про неможливість реформування армії без подолання символів радянської доби, яка, серед іншого, проявляється у нумерації та назвах частин Сухопутних військ Збройних сил України. Як приклад, приводилась повна назва 24-ї механізованої бригади. На круглому столі «Новий імідж українського війська» Українського інституту національної пам'яті 13 жовтня 2014 року, військові експерти, історики, журналісти та громадські діячі запропонували розпочати «очищення української армії від атавізмів радянського минулого» та почати формувати національне обличчя українського війська, спираючись на українські воєнні традиції. Голова Інституту національної пам'яті Володимир В'ятрович наголосив:

| Невід'ємним елементом модернізації української армії має бути позбавлення її залишків радянського минулого, що досі присутні в назвах та нумерації військових частин, їх геральдиці та символіці. Не можна ефективно протистояти донецьким терористам та російській армії, опираючись на ту саму, що й вони, радянську спадщину. Тому що ця традиція не просто не українська, але й, як свідчить історія та останні події на Донбасі – антиукраїнська. |
| — Володимир В'ятрович, 13 жовтня 2014 |

З 18 листопада 2015 року, в рамках загальновійськової реформи, з найменування було виключено радянські почесні назви. За указом Президента України повна офіційна назва з'єднання: 24 окрема механізована Бердичівська Залізна бригада імені князя Данила Галицького.
23 серпня 2017 року бригада отримала назву 24 окрема механізована бригада імені короля Данила.
6 травня 2022 року бригада була відзначена почесною відзнакою «За мужність та відвагу».

### Символіка
У 2017 році для бригади розробили символіку і девіз: «Milites Regum» (з латини: «піхота короля»). 10 листопада 2017 року було оприлюднено офіційний опис нової символіки бригади.
В нарукавній емблемі 24 окремої механізованої бригади зображено родовий герб Романовичів — фігуру золотого лева. Його зображення бачимо на різноманітних пам'ятках Руського королівства часів правління Данила Романовича, зокрема на мідних накладках, що ними прикрашали військове спорядження. Згодом цей герб уживано як герб Руського воєводства та Львівської землі.
На бригадній емблемі лева вінчає королівська корона, що нею Данила було короновано в Дорогичині 1253 року. На золотій стрічці, що розміщується над щитом, відтворено гасло бригади — «MILITES REGUM», тобто — «ВОЇНИ КОРОЛЯ».

## Втрати

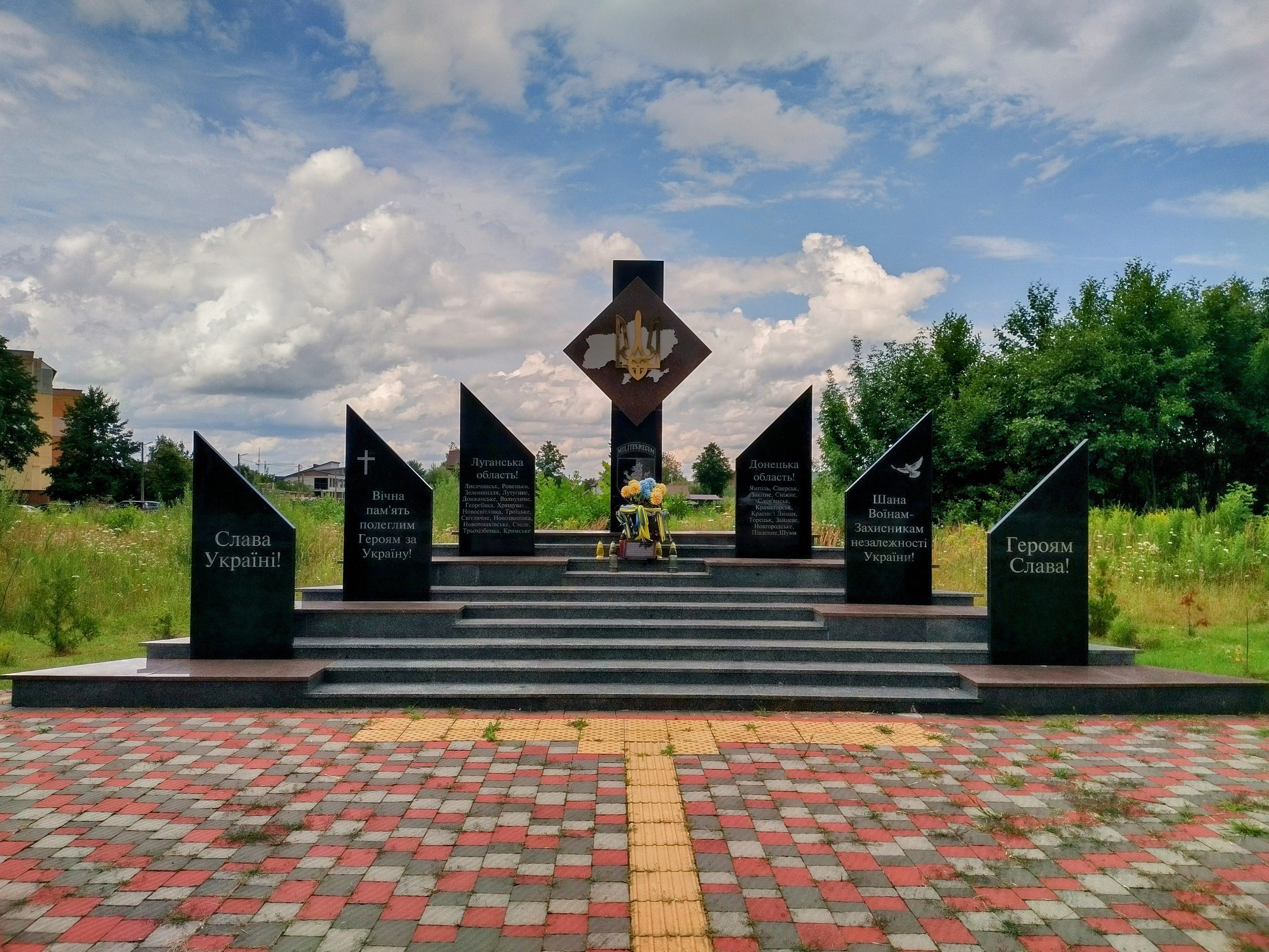
Військовий меморіал полеглим бійцям 24 ОМБр на Донбасі у м. Яворів

За офіційними даними, станом на 1 квітня 2017 року, 24-та окрема механізована бригада в ході бойових дій втратила загиблими 125 осіб.
Станом на 1 лютого 2021 року Книга Пам'яті містила 158 імен загиблих бригади з 2014 року.

## Світлини

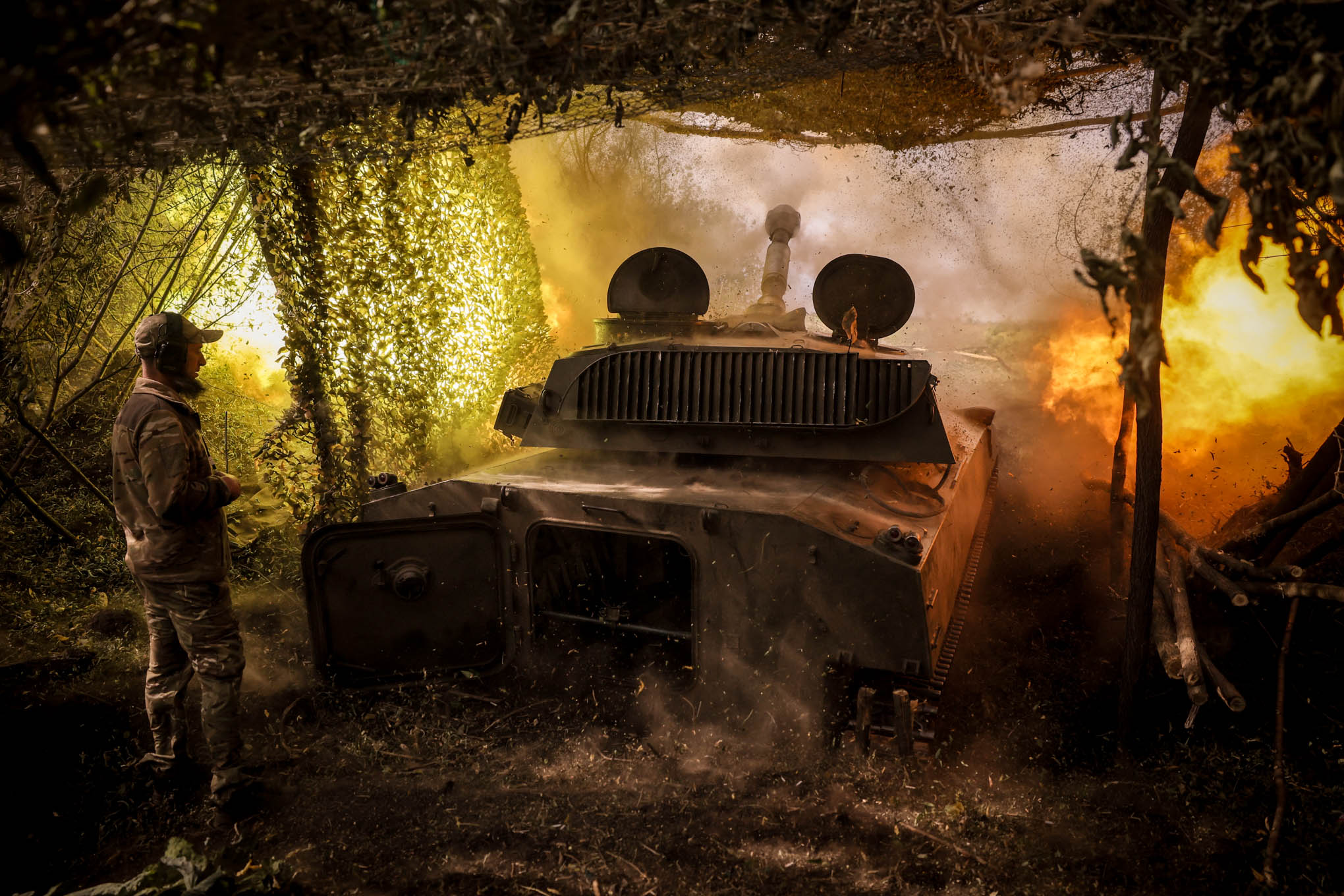
Робота САУ "Гвоздика"
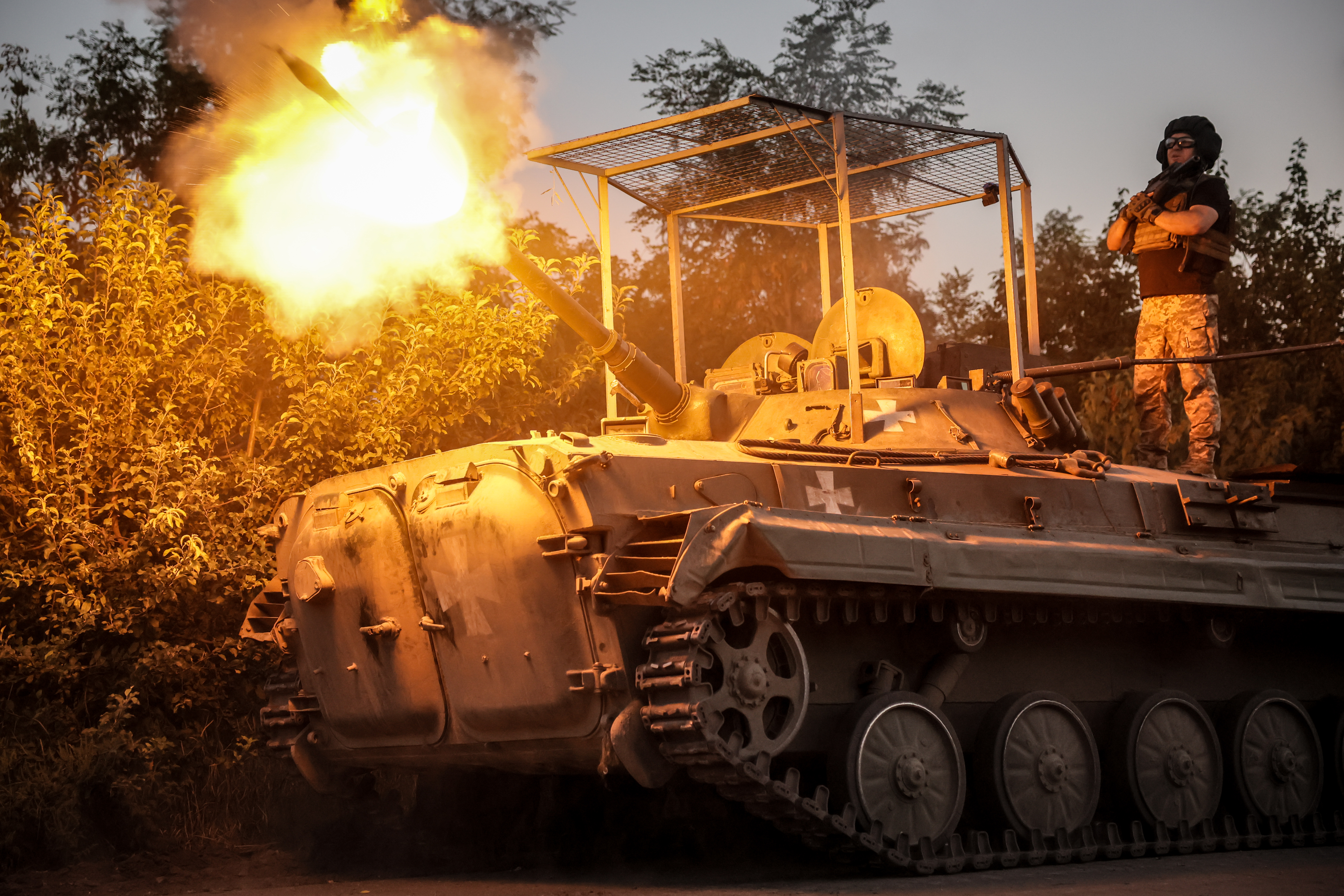
БМП 24 ОМБр веде вогонь по позиціях ЗС РФ
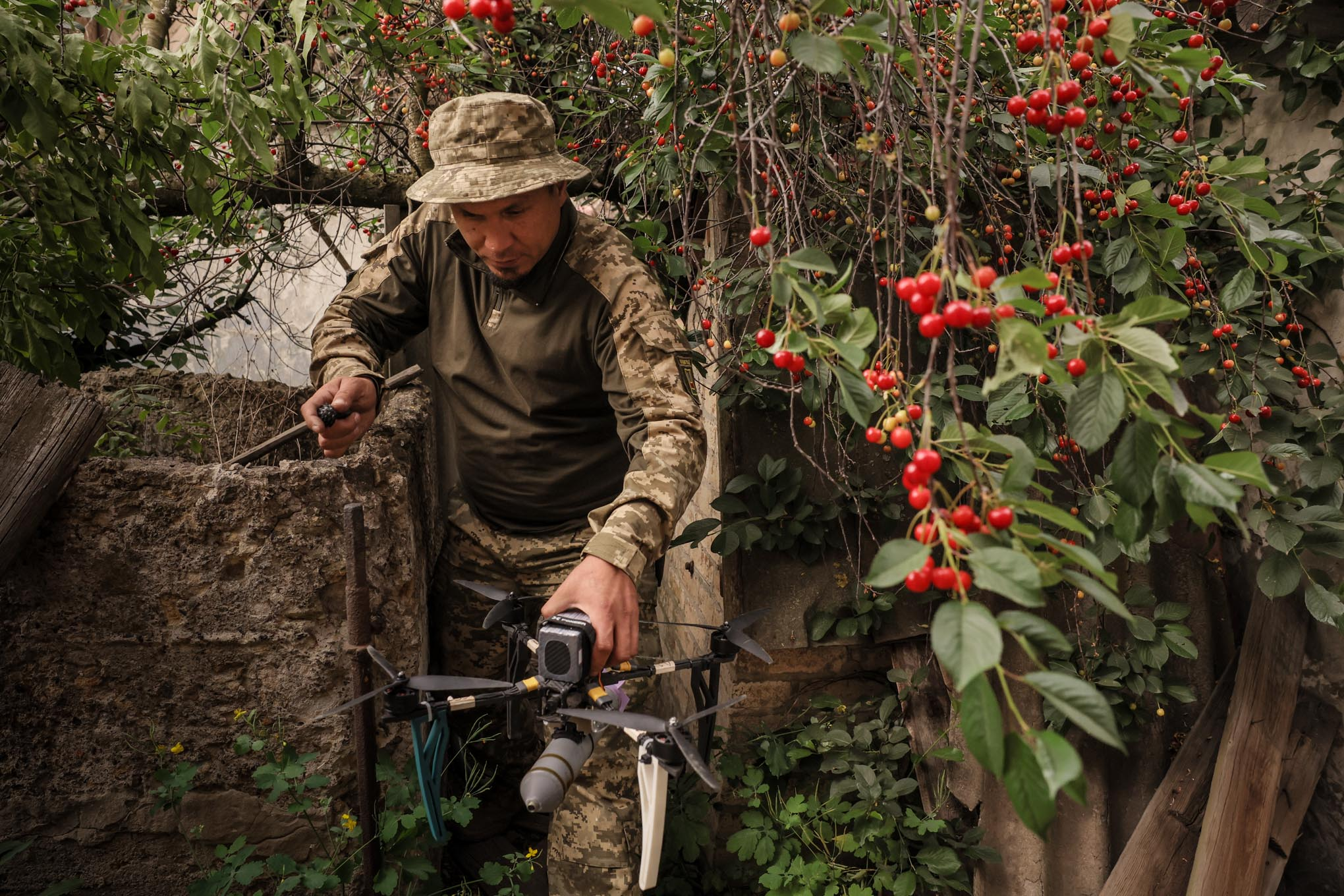
Оператор 24 ОМБр запускає дрон на бойовий виліт
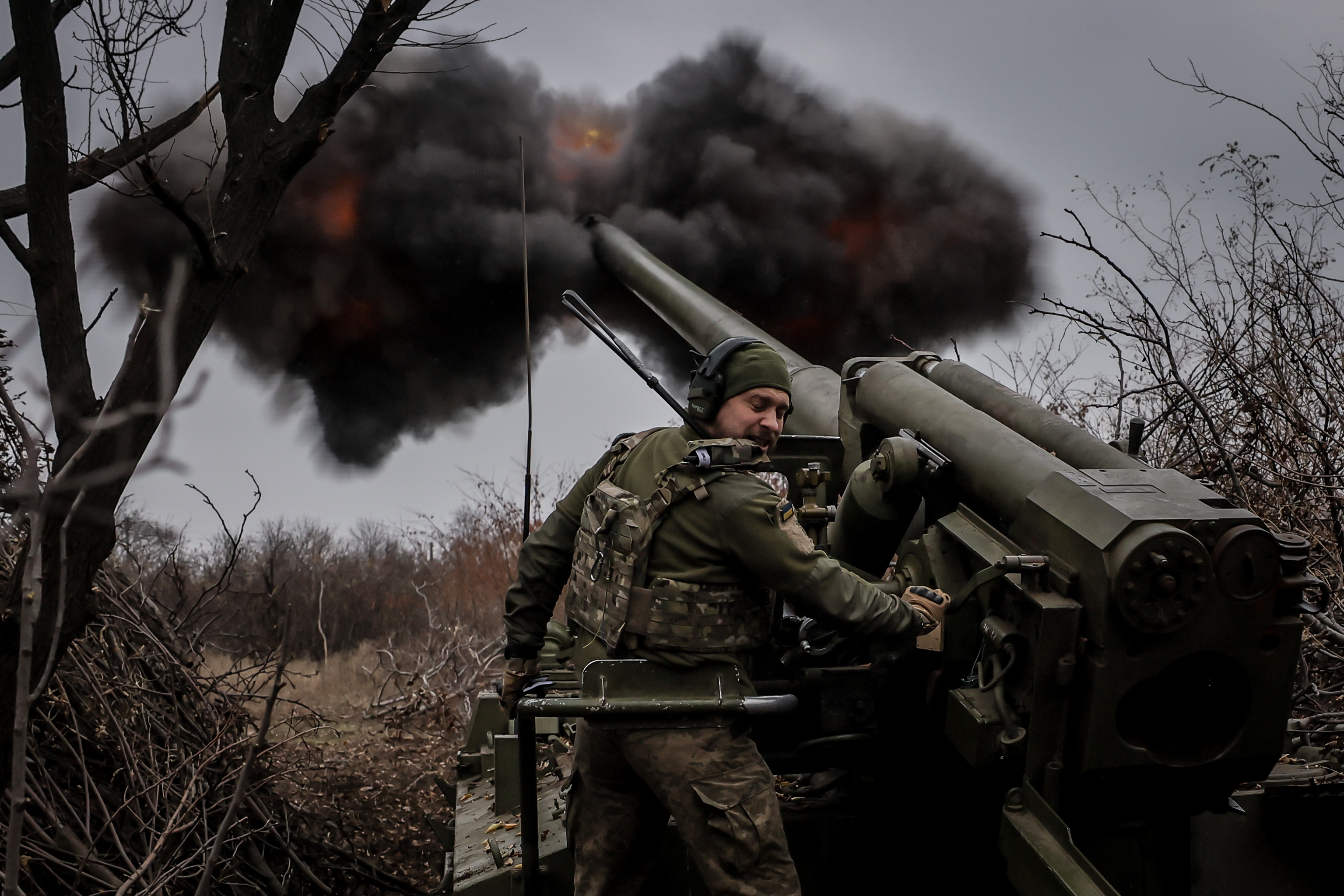
Робота самохідної гармати "Гіацинт-Б" 24 ОМБр
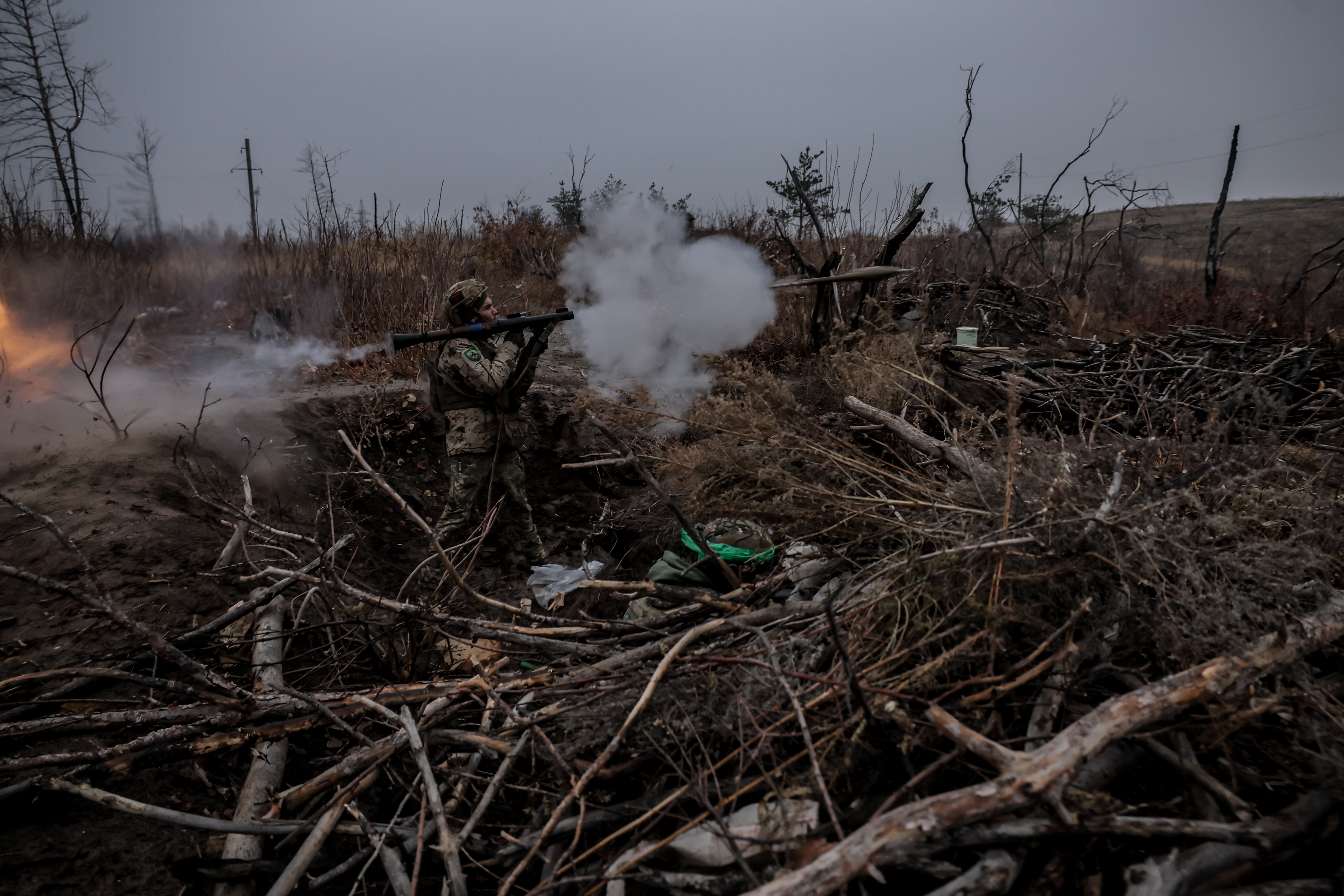
Постріл з РПГ-7. Тренування піхоти 24 ОМБр
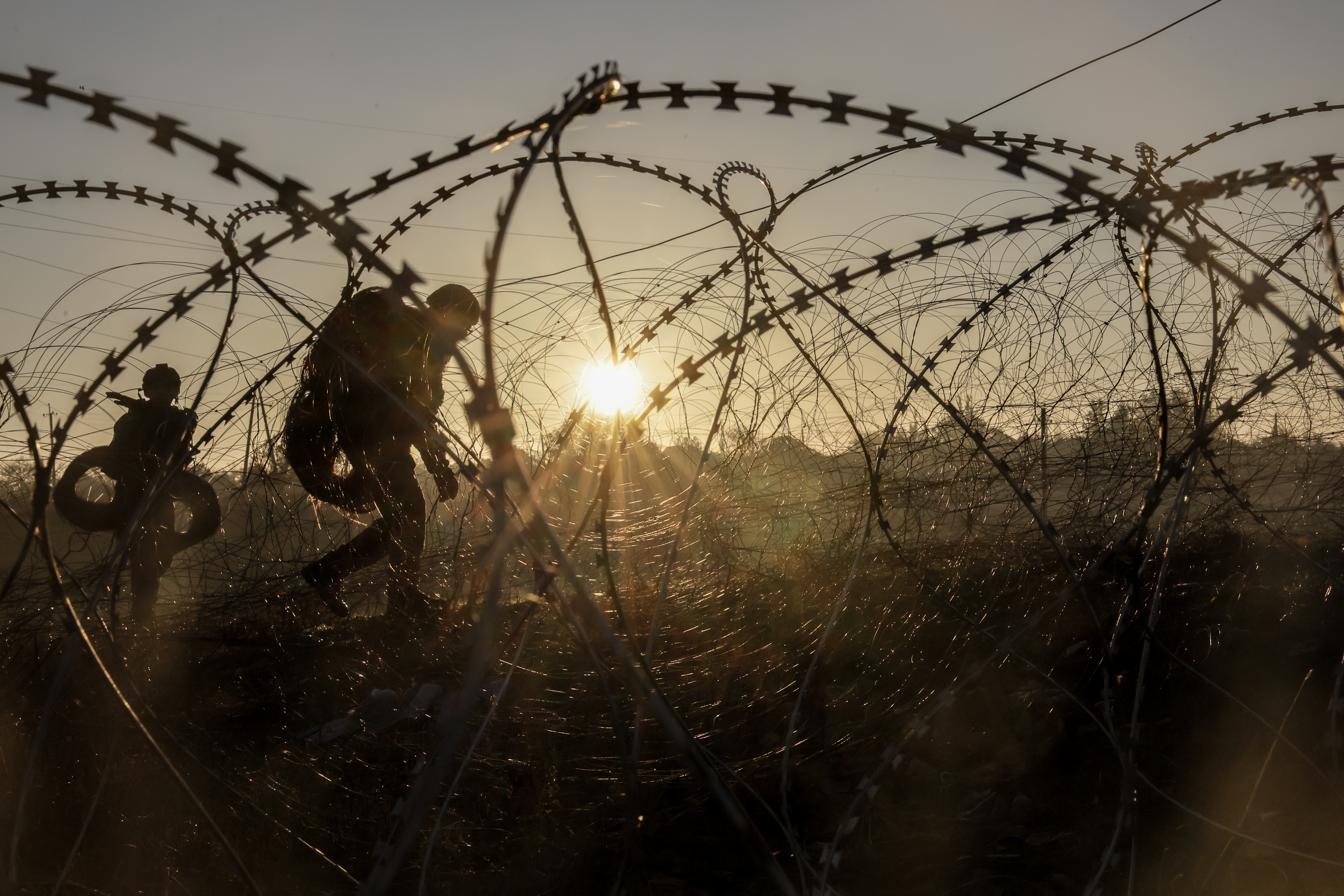
Сапери 24 ОМБр мінують місцевість
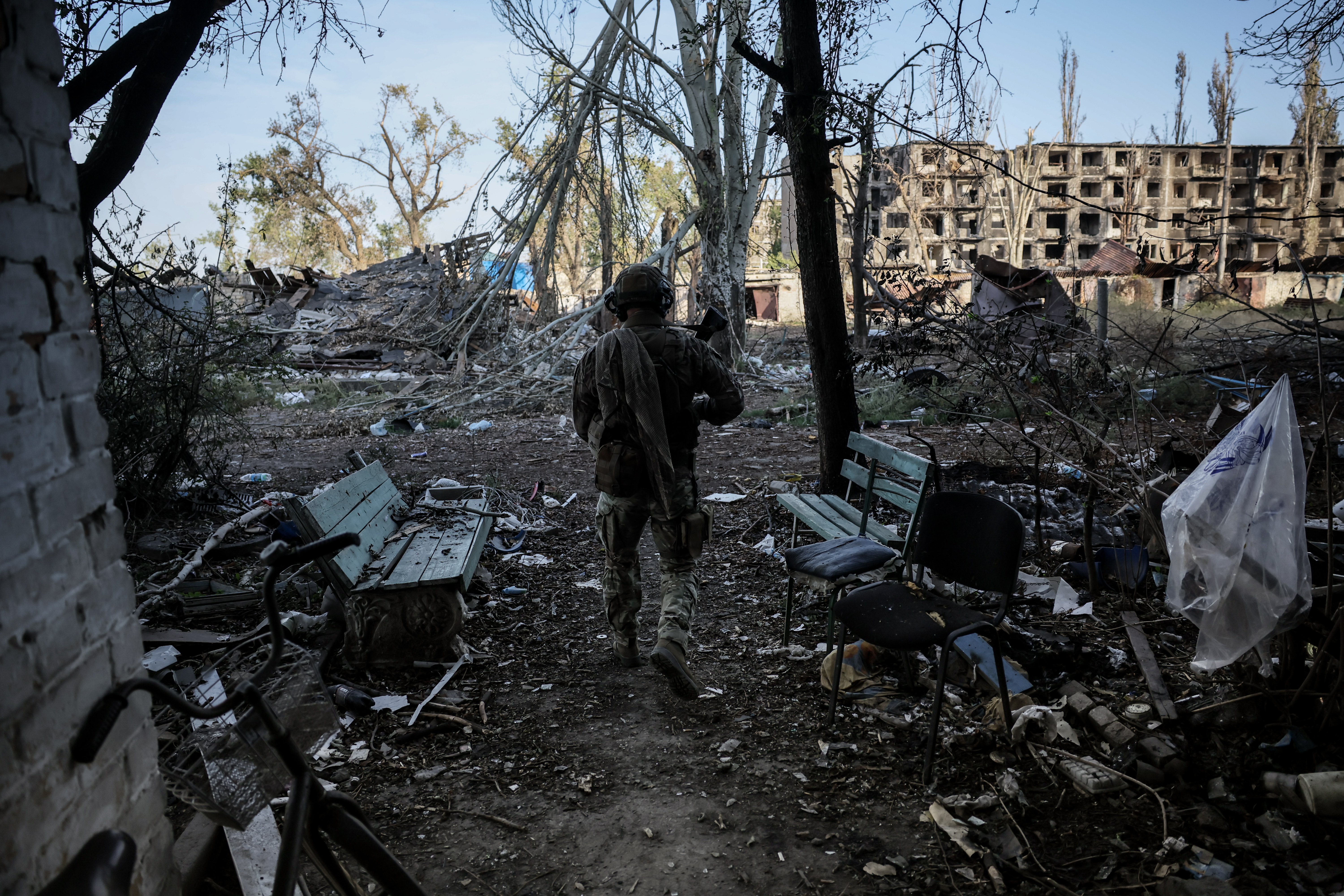
Бойовий вихід в Часовому Яру, Донецька область